# Francisco Ballesteros Villanueva
Francisco Ballesteros Villanueva (Oriola, 4 d'octubre de 1852 - 1 de setembre de 1923) fou un polític valencià, diputat a les Corts Espanyoles durant la restauració borbònica

## Biografia
Es llicencià en farmàcia, però aviat es dedicà a la política. El 1878 fou secretari del Partit Constitucional a Oriola i formà part de la comissió per a impulsar el ferrocarril d'Alacant a Múrcia, però poc després ingressà al Partit Liberal i aviat fou l'home de confiança de Trinitario Ruiz Capdepón a Oriola. El 1882 i el 1886 fou nomenat diputat provincial per Oriola-Dolors, el 1883 alcalde d'Oriola i el 1888-1889 president de la Diputació d'Alacant.
El 1889 fou nomenat governador civil d'Albacete, i el 1896-1899 de València. A les eleccions generals espanyoles de 1899 fou elegit diputat pel districte de la Vila Joiosa mercè l'acord entre Trinitario Ruiz Capdepón i Antonio Torres Orduña (pacte del barranquet). Tornà a ocupar l'escó a les eleccions generals espanyoles de 1903 i 1905, però aleshores Trinitario Ruiz Capdepón li retirà el suport per oferir-lo als seus fills, Trinitario i Vicente, i es retirà de la política. Trinitario Ruiz Valarino el va posar novament al capdavant del Partit Liberal a Oriola el 1914.